# Buna (Papua-Nowa Gwinea)
Buna – wieś w Papui-Nowej Gwinei w prowincji Oro. Jest osadą nadbrzeżną. Była miejscem bitwy o Buna-Gona podczas II wojny światowej. Znajduje się tam muzeum poświęcone tej bitwie.